# Biserica „Înălțarea Domnului” din Purcari
Biserica „Înălțarea Domnului” este o biserică amplasată în Purcari, raionul Ștefan Vodă, Republica Moldova. Este un monument istoric și arhitectural de importanță națională inclus în Registrul monumentelor Republicii Moldova ocrotite de stat cu nr. 324 (raionul Ștefan Vodă). Datează din sec. XIX.